# Pilot (Месть)
Пилотный эпизод американского телесериала «Месть» вышел в эфир 21 сентября 2011 года на телеканале ABC. Режиссёром выступил Филлип Нойс, а автором сценария Майк Келли. Эпизод был хорошо принят критиками, а также имел успех в телевизионных рейтингах.

## Сюжет
В пилотном эпизоде Эмили Торн (Эмили Ванкэмп), которая на самом деле является Амандой Кларк, возвращается в Хамптонс, где она когда-то проживала с отцом Дэвидом. Аманда — дочь Дэвида Кларка, считающегося виновным в гибели пассажиров рейса 197 4 июня 1993 года. 31 августа 1993 года он был арестован агентами ФБР и осужден 9 июня 1995 года. Против него свидетельствовали друзья и коллеги: Виктория и Конрад Грейсоны (Мэделин Стоу и Генри Черни), секретарша Лидия Дэвис (Эмбер Валетта) и многие другие. У Дэвида был роман с Викторией, которая отвернулась от него. Эмили Торн вернулась в город чтобы отомстить тем людям, которые много лет назад предали её отца. Её первой жертвой стала Лидия Дэвис, секретарша Дэвида, которая свидетельствовала против него. У Лидии был тайный роман с Конрадом, и Эмили сделала так, чтобы Виктория узнала о нём, и отвернулась от своей лучшей подруги Лидии.

## Производство
Съёмки пилотного эпизода проходили в марте-апреле в Уилмингтоне, Северная Каролина. Производством занялись ABC Studios и Temple Hill Productions.

## Реакция

### Отзывы критиков
Пилотный эпизод получил в основном благоприятные отзывы от критиков, получив 66 из 100 от сайта Metacritic.

### Телевизионные рейтинги
Пилотный эпизод набрал демо-рейтинг 3,3 в возрастной категории 18-49 и 10,02 млн зрителей, выиграв свой тайм-слот. Это стало самым успешным дебютом драматического сериала в среду на ABC за последние два года, со времен премьеры недолго просуществовавшего шоу «Иствик».